# Пэрриш, Хелен
Хе́лен Пэ́рриш-Гью́дел (англ. Helen Parrish-Guedel; 12 марта 1923, Колумбус, Джорджия — 22 февраля 1959, Голливуд, Калифорния) — американская актриса и певица.

## Биография
Хелен Пэрриш родилась 12 марта 1923 года в Колумбусе (штат Джорджия, США) в семье актрисы Лоры Р. Пэрриш (1887—1977). У Пэрриш было два брата и сестра: Ремур Гордон Пэрриш-младший (?—2000), Роберт Р. Пэрриш (1916—1995) и Беверли Пэрриш (1919—1930).
За свою 33-летнюю карьеру, длившуюся в 1925—1958 года, Хелеен снялась в 59-ти фильмах и телесериалах. Также Пэрриш являлась певицей и исполненные ею песни появились в трёх фильмах.
В 1942—1954 года Хелен была замужем за актёром, сценаристом и музыкантом Чарльзом Лэнг (1915—2004), от которого у Пэрриш было двое детей — сын Чарльз Джордж Лэнг-младший (род.1948) и Молли Лэнг (род.1952). В июне 1957 года она вышла замуж во второй раз за сценариста и продюсера Джона Гьюдел (1913—2001) и была за ним замуж до своей смерти в феврале 1959 года.
35-летняя Хелен скончалась в ночь с 21 на 22 февраля 1959 года в Hollywood Presbyterian Hospital (штат Калифорния, США) после продолжительной борьбы с раком.
8 февраля 1960 года Хелен посмертно была удостоена звезды Голливудской «Аллеи славы» за вклад в киноиндустрию.

## Избранная фильмография
| Год  |   | Русское название  | Оригинальное название | Роль              |
| ---- | - | ----------------- | --------------------- | ----------------- |
| 1931 | ф | Симаррон          | Cimarron              | Донна в детстве   |
| 1933 | ф | Кавалькада        | Cavalcade             | кричащая девочка  |
| 1938 | ф | Без ума от музыки | Mad About Music       | Фелис             |
| 1943 | ф | Солдатский клуб   | Stage Door Canteen    | в роли самой себя |